# Grądziki
Grądziki – wieś sołecka w Polsce, położona w województwie mazowieckim, w powiecie ostrowskim, w gminie Stary Lubotyń.
W latach 1975–1998 wieś administracyjnie należała do województwa ostrołęckiego.
Wierni Kościoła rzymskokatolickiego należą do parafii św. Anny w Jelonkach.